# BtoB 4U
BtoB 4U (em coreano: 비투비 포유; estilizado como BTOB 4U) é a segunda sub-unit oficial do boy group sul-coreano BTOB formado pela Cube Entertainment. O subgrupo consistia em membros que completaram o serviço militar Eunkwang, Minhyuk, Changsub e Peniel (que está isento de recrutamento). Eles estrearam em 16 de novembro de 2020 com o EP "Inside",  e fizeram sua estréia no palco do Show Champion em 18 de novembro. 

## História

### 2020 – presente: Formação e debut
A primeira atividade do quarteto como uma unidade não oficial no Naver Now "BTOB NOW: Our Concert", um show apresentado por Eunkwang, Minhyuk, Changsub e Peniel, foi ao ar por 3 semanas a partir de 27 de outubro.  Durante a transmissão, o quarteto executou várias canções no "BtoB Masterpiece One Bar Live" e comunicou livremente com os fãs através de "Real-time Q&A".  O último episódio foi em 18 de novembro. 
BtoB 4U é uma sub-unitdo BtoB, formada quatro anos depois do BTOB-BLUE, e composta por quatro membros da linha irmã do BtoB, Eunkwang, Minhyuk, Changsub e Peniel.  O grupo foi formado devido à bandeira branca militar de outros membros do BtoB.  O nome BtoB 4U é o nome dado pelo irmão de Minhyuk. No programa "Volume Up" da atriz Kang Han-na, Minhyuk afirmou "Não é minha ideia. Meu irmão me perguntou, 'Como é o nome para você?'."  O nome contém duplo significado de 'Para você' e '4 membros unidos'.  Também se refere a como há quatro membros na sub-unit.  Outros nomes de sub-units que foram selecionados após uma pesquisa pública são BtoB Sky, BtoB Purple, BtoB Black, TeleToB e SaToB (4 ToB). 
Em 30 de outubro, a Cube anunciou oficialmente sua data de estreia com o nome do álbum "Inside".  Em 16 de novembro, o grupo estreou com uma música do gênero dance moombahton chamada "Show Your Love", que contém uma mensagem de esperança para viver e amar uns aos outros, mesmo em tempos difíceis. A canção foi composta por Hyunsik antes de ele se alistar no exército.  O BtoB 4U recebeu sua primeira vitória em um programa de música no The Show da SBS MTV em 24 de novembro, 8 dias após sua estréia.  Em 2 de dezembro, o grupo lançou a versão oficial em japonês da música. 

## Filantropia
Em 23 de novembro de 2020, BtoB 4U fez uma doação de 50.000 máscaras ao escritório de Seongdong-gu para trabalhadores essenciais, assistentes infantis que estão desempenhando seu papel no campo, apesar da tendência prolongada e disseminada do Corona 19. O grupo expressou sua gratidão, dizendo , "Devido à Corona 19, tanto as crianças quanto os professores devem continuar a usar máscaras, portanto, usarão duas máscaras por dia." 

## Discografia

### Extended plays
| Título | Detalhes                                                                                           | Melhores posições nas paradas | Melhores posições nas paradas | Melhores posições nas paradas | Vendas                     |
| Título | Detalhes                                                                                           | KOR                           | JPN                           | JPN Hot                       | Vendas                     |
| ------ | -------------------------------------------------------------------------------------------------- | ----------------------------- | ----------------------------- | ----------------------------- | -------------------------- |
| Inside | - Lançado: 16 de novembro de 2020 - Gravadora: Cube Entertainment - Formatos: CD, digital download | 3                             | 43                            | 74                            | - KOR: 62,869 - JPN: 1,566 |

### Singles
| Título           | Ano  | Melhores posições nas paradas | Melhores posições nas paradas | Vendas | Álbum  |
| Título           | Ano  | KOR                           | KOR Hot                       | Vendas | Álbum  |
| ---------------- | ---- | ----------------------------- | ----------------------------- | ------ | ------ |
| "Show Your Love" | 2020 | 72                            | 72                            | N/A    | Inside |

### Outras canções nas paradas
| "Mirage" (신기루)                                                                  | 2020 | — | Inside |
| "Alone" (그대로예요)                                                               | 2020 | — | Inside |
| "Bull's Eye"                                                                       | 2020 | — | Inside |
| "Tension"                                                                          | 2020 | — | Inside |
| "-" indica uma gravação que não foi traçada ou não foi lançada naquele território. |      |   |        |

### Videoclipes
| Título           | Ano  | Diretor(es)   | Ref.   |
| ---------------- | ---- | ------------- | ------ |
| "Show Your Love" | 2020 | Jang Jae-hyuk | [ 22 ] |

## Filmografia

### Reality shows
| Ano  | Título              | Título original     | Temporada/Episódio | Rede   | Nota(s)                                                               |
| ---- | ------------------- | ------------------- | ------------------ | ------ | --------------------------------------------------------------------- |
| 2020 | BTOB 4U x Star Road | BTOB 4U x Star Road | TBA                | V Live | Todas as segundas e quintas-feiras (3 de dezembro de 2020 - presente) |

## Concertos
| Data                   | Título                               | Ref.          |
| ---------------------- | ------------------------------------ | ------------- |
| 30 de novembro de 2020 | Naver Now Party B                    | [ 24 ] [ 25 ] |
| 23 de janeiro de 2021  | 2021 BtoB 4U Online Concert [INSIDE] | [ 26 ]        |